# Гайна Нова Вес
Гайна Нова Вес (словац. Hajná Nová Ves) — село, громада округу Топольчани, Нітранський край. Кадастрова площа громади — 6.38 км².
Населення 332 особи (станом на 31 грудня 2019 року).

## Історія
Гайна Нова Вес згадується 1358 року.

## Населення
| Рік:            | 1994. | 2004.   | 2014.   | 2024.   |
| --------------- | ----- | ------- | ------- | ------- |
| Кількість осіб: | 348   | 349     | 333     | 347     |
| Різниця:        |       | +0,28 % | -4,58 % | +4,20 % |

| Рік:            | 2023. | 2024.   |
| --------------- | ----- | ------- |
| Кількість осіб: | 345   | 347     |
| Різниця:        |       | +0,57 % |